# Калинин, Владимир Анатольевич
Влади́мир Анато́льевич Кали́нин (род. 21 июня 1954) — российский дипломат. Чрезвычайный и полномочный посол (2025).

## Биография
Окончил Московский государственный институт международных отношений (МГИМО) МИД СССР (1977). На дипломатической работе с 1977 года. Владеет монгольским и английским языками.
В 1977—1981 годах — стажёр, старший референт-стажёр, старший референт-секретарь Посольства СССР в Монголии.
В 1984—1989 годах — третий, второй, первый секретарь Посольства СССР в Индонезии.
В 1992—1997 годах — советник Посольства России в Индонезии.
В 1997—2001 годах — советник, старший советник, и. о. начальника отдела, начальник отдела во Втором департаменте Азии МИД России.
В 2001—2005 годах — советник-посланник Посольства России в Таиланде.
В 2005—2008 годах — главный советник Департамента азиатского и тихоокеанского сотрудничества МИД России.
В 2008—2010 годах — главный советник Департамента общеазиатских проблем МИД России.
В 2010—2011 годах — главный советник Департамента азиатского и тихоокеанского сотрудничества МИД России.
В 2011—2015 годах — генеральный консул России в Гонконге (КНР).
С августа 2015 по сентябрь 2019 года — заместитель директора Первого департамента Азии МИД России.
С 6 сентября 2019 года — чрезвычайный и полномочный посол Российской Федерации в Лаосе. Верительные грамоты вручил 21 ноября 2019 года.

## Дипломатический ранг
- Чрезвычайный и полномочный посланник 2 класса (16 декабря 2014)[3].
- Чрезвычайный и полномочный посланник 1 класса (13 сентября 2021)[4].
- Чрезвычайный и полномочный посол (10 февраля 2025)[5].